# Eustace Roskill, Baron Roskill
Eustace Wentworth Roskill, Baron Roskill, PC (* 6. Februar 1911; † 4. Oktober 1996) war ein britischer Jurist, Staatsbediensteter und Life Peer.

## Ausbildung
Eustace Roskill wurde 1911 als vierter Sohn von John Roskill und dessen Frau Sybill, Tochter des radikalliberalen Abgeordneten Ashton Wentworth Dilke geboren. Der 1903 geborene Marinehistoriker Stephen Roskill war sein Bruder.
Für seine herausragenden schulischen Leistungen erhielt er ein Stipendium (Exhibition) am Winchester College und wechselte später an das Exeter College. Dort erwarb er 1932 als einer der Jahrgangsbesten (First-class honours) den Bachelor of Arts und bekam eine Ehrenlehrstuhl für Moderne Geschichte. Im folgenden Jahr setzte er seine Ausbildung mit dem Harmsworth Scholar Stipendium an der Middle Temple fort und erhielt 1933 die Rechtszulassung. Weitere drei Jahre später erlangte er den Master of Arts und arbeitete in der Folge als Barrister am Wirtschaftsgerichtshof.

## Karriere
Bei Ausbruch des Zweiten Weltkriegs 1939 wurde Roskill aufgrund einer zurückliegenden Tuberkulose-Erkrankung nicht zum Dienst an der Waffe eingezogen, sondern arbeitete im Ministry of Shipping (ab 1941: Ministry of War Transport) bis 1945. Im Jahr 1950 wurde er zum Friedensrichter in Hampshire ernannt und im folgenden Jahr stellvertretender Vorsitzender der Quarter Session im County. 1953 erhielt er seine Ernennung zum Kronanwalt (Queen's Counsel) und saß der Quarter Session 1960 als Vorsitzender vor. Im folgenden Jahr wurde er zum Commissioner of Assize in Birmingham ernannt und von der Middle Temple zugleich als Bencher, also zum Mitglied des Selbstverwaltungsgremiums der Schule, gewählt.
1962 erhielt er seine Berufung zum High Court of Justice und wurde zugleich zum Knight Bachelor geschlagen. Dem 1967 gegründeten Senate of the Inns of Court and the Bar saß er als erster Präsident vor. Dem 1968 gegründeten Parole Board for England and Wales saß er als erster Vize-Vorsitzender vor und leitete zugleich die dritte London Airport Commission. 1971 erfolgte seine Ernennung zum Lord Justice of Appeal, womit er zugleich in den Privy Council berufen wurde. 1980 wurde er zum Life Peer mit dem Titel Baron Roskill, of Newtown, in the County of Hampshire ernannt und zugleich zum Lord of Appeal in Ordinary im House of Lords berufen.
1986 legte er seine Ämter nieder und ging in den Ruhestand, übte aber weiterhin Ehrentätigkeiten aus. So saß er noch im gleichen Jahr den Fraud Trials Committee vor und ab 1987 auch dem Anhörungsausschuss des Richtergremiums für wirtschaftliche Übernahmen und Fusionen. Er legte diese Ämter schließlich 1993 nieder und arbeitete in den letzten Jahren bis zu seinem Tod am 4. Oktober 1996 im Alter von 86 Jahren als Schlichter.

## Familie
Eustace Roskill heiratete 1947 Elisabeth Jackson, mit der er einen Sohn und zwei Töchter hatte.